# Nazionale maschile di calcio della Guinea
La nazionale di calcio della Guinea è la rappresentativa calcistica nazionale della Guinea ed è posta sotto l'egida della Fédération Guinéenne de Football. È soprannominata la Syli Nationale, che in lingua susu significa l'elefante nazionale.
Attiva dal 1960, non ha mai partecipato alla fase finale di un mondiale, mentre il suo miglior piazzamento nella Coppa d'Africa è il secondo posto raggiunto nel 1976. Nel suo palmarès annovera cinque Coppe Amílcar Cabral (1981, 1982, 1987, 1988 e 2005).
Nella graduatoria della FIFA in vigore da agosto 1993 il miglior posizionamento raggiunto è stato il 22º posto dell'agosto 2006, mentre il peggiore è stato il 123º posto del maggio 2003. Occupa l'80º posto della classifica.

## Storia

### Esordi
La Guinea ottenne l'indipendenza dalla Francia il 2 ottobre 1958. La Fédération Guinéenne de Football fu fondata nel 1960 e si affiliò alla CAF nel 1961 e alla FIFA nel 1962.
La nazionale guineana esordì ufficiosamente il 2 ottobre 1960 a Lagos contro la Nigeria (4-1 per i nigeriani). Dopo l’ingresso nella CAF e nella FIFA, esordì il 9 maggio 1962 perdendo per 2-1 a Lomé contro il Togo. Il 16 dicembre 1962 affrontò in casa la Germania Est, vittoriosa per 3-2 sul campo dei guineani.
Non partecipò alle prime tre edizioni della Coppa d'Africa (1957, 1959 e 1962) e nel 1963 fu squalificata.
Estromettendo il Niger al primo turno eliminatorio, beneficiando del ritiro della Rep. Araba Unita al secondo turno ed eliminando al terzo turno l'Algeria, si qualificò alle Olimpiadi del 1968, dove uscì dopo la fase a gironi.

### Primi anni 1970
Bisognò attendere il 1970 per vedere la Guinea nella fase finale del massimo torneo continentale. In quella circostanza la squadra ottenne due pareggi contro la Rep. del Congo (2-2) e il Ghana (1-1) prima di perdere (1-4) contro l'Egitto. Non partecipò alla Coppa d'Africa 1972.
La più larga vittoria della propria storia la Guinea la fece registrare a domicilio contro la Mauritania, sconfitta per 14-0 a Conakry il 20 maggio 1972 in una partita del gruppo B dei Giochi panafricani.
Alla Coppa d'Africa 1974 la Guinea conseguì una vittoria contro Mauritius (2-1), un pareggio contro la Rep. del Congo (1-1) e una sconfitta contro la RD del Congo (1-2).
La prima partecipazione della Guinea alle eliminatorie del campionato del mondo risale alle qualificazioni CAF al mondiale di Germania Ovest 1974, durante le quali fu eliminata al secondo turno dal Marocco.

### Il secondo posto alla Coppa d'Africa 1976
Alla Coppa d'Africa 1976, in Etiopia, la Guinea raggiunse il miglior risultato della propria storia. Vinto il girone grazie a due vittorie contro l'Uganda (2-1) e l'Etiopia padrona di casa (2-1) e un pareggio contro l'Egitto (1-1), nel girone finale chiuse seconda dietro il Marocco, vincitore del trofeo, dopo aver raccolto due pareggi contro Nigeria (1-1) e Marocco (1-1) e una vittoria contro l'Egitto (4-2).

### Dal 1978 al 1992
Nelle eliminatorie del campionato del mondo 1978 la Guinea uscì al terzo turno contro la Tunisia, mentre non poté difendere il titolo continentale, perché non partecipò alla Coppa d'Africa 1978. Alla Coppa d'Africa 1980 ottenne un punto grazie al pareggio (1-1) contro il Marocco, ma subì due sconfitte contro Algeria e Ghana e fu eliminata. Nelle qualificazioni al campionato del mondo 1982 fu eliminata dalla Nigeria al terzo turno.
Dal 1982 al 1992 la Guinea non riuscì a qualificarsi per la fase finale della Coppa d'Africa. Nelle eliminatorie del campionato del mondo 1986 fu estromessa dalla Tunisia al primo turno.
Il 5 agosto 1988, a Tunisi, la squadra subì una delle sconfitte più larghe della propria storia, perdendo per 5-0 contro i padroni di casa.

### Dal 1992 al 2000
La Guinea fece ritorno nella fase finale della Coppa d'Africa nel 1994, dove fu eliminata nel turno finale da Camerun e Zimbabwe.
Alla Coppa d'Africa 1996 la Guinea fu invitata a partecipare in sostituzione della Nigeria, che vi si era qualificata, ma vi aveva rinunciato per ragioni politiche. Ciononostante, a causa della mancanza di preparazione, i guineani decisero di declinare l'invito.
Qualificatasi per la Coppa d'Africa 1998, uscì al primo turno dopo aver ottenuto una vittoria contro l'Algeria, un pareggio contro il Camerun e subito una sconfitta contro il Burkina Faso. Nelle eliminatorie del campionato del mondo 1998 la Guinea fu eliminata al secondo turno, sopravanzata in classifica dalla Nigeria e davanti a Kenya e Burkina Faso.

### Anni 2000
Non partecipò alla a Coppa d'Africa 2000, mentre fu squalificata dalla Coppa d'Africa 2002 e dalle eliminatorie del campionato del mondo 2002, dato che la federcalcio guineana fu punita dalla CAF per interferenze governative.
La Coppa d'Africa 2004 vide il ritorno della Guinea nella fase finale. Terminato il girone al secondo posto dietro la Tunisia padrona di casa e davanti a Ruanda e RD del Congo, fu battuta per 1-2 dal Mali ai quarti di finale ed eliminata, malgrado il temporaneo vantaggio siglato da Pascal Feindouno.
Qualificatasi alla Coppa d'Africa 2006, la nazionale allenata da Patrice Neveu era vista come la "Cenerentola" del gruppo con Sudafrica, Zambia e i campioni d'Africa in carica della Tunisia, ma sovvertì i pronostici vincendo tutte e tre le partite contro sudafricani (2-0), zambiani (2-1) e tunisini (3-0). Dopo aver ottenuto il primo posto nel girone, la Guinea affrontò ai quarti di finale il Senegal, da cui fu eliminata (2-3 il risultato finale). Con 9 gol segnati in 4 partite si segnalò per il gioco brillante e spiccatamente offensivo.
Nelle eliminatorie del campionato del mondo 2006 la squadra era stata eliminata al secondo turno, sopravanzata in classifica da Marocco e Tunisia sebbene davanti a Kenya, Malawi e Botswana.
Nel dicembre 2006 assunse l'incarico di commissario tecnico il francese Robert Nouzaret.
Presenti alla fase finale della Coppa d'Africa 2008, in Ghana, i guineani furono sconfitti all'esordio dal Ghana padrone di casa (1-2, gol di Oumar Kalabane), ma batterono il Marocco (3-2, doppietta di Pascal Feindouno e gol di Ismaël Bangoura) e pareggiarono con la Namibia (1-1, gol di Souleymane Youla), qualificandosi per i quarti di finale grazie al secondo posto nel girone. A Sekondi-Takoradi il 3 febbraio 2008 furono sconfitti per 5-0 dalla Costa d'Avorio (seconda peggiore sconfitta nella storia della Guinea) ed eliminati.

### Anni 2010 e 2020
Nelle qualificazioni alla Coppa d'Africa 2010, valide anche come eliminatorie CAF del campionato del mondo 2010, la Guinea giunse a disputare l'ultimo turno e fu inserita nel girone con Costa d'Avorio, Burkina Faso e Malawi. Chiuse all'ultimo posto, senza riuscire a qualificarsi per la coppa continentale né per il mondiale. Il ministro dello sport della Guinea, Isto Keira, decise di sciogliere la nazionale.
Nel gennaio del 2012, in una partita della fase finale della Coppa d'Africa 2012, la Guinea sconfisse il Botswana per 6-1 (doppietta di S. Diallo e gol di A. Camara, Traoré, M. Bah, Soumah), diventando la prima nazionale africana a segnare sei reti in una partita di Coppa d'Africa dal 1970, quando una simile impresa era stata compiuta dalla Costa d'Avorio. La squadra uscì al primo turno a causa del terzo posto del girone, essendo stata sconfitta dal Mali per 1-0 prima della goleada con i botswaniani e fermata sul pari (1-1, gol di A. Camara) dal Ghana nell'ultima partita.
Non si qualificò alla Coppa d'Africa 2013, eliminata dal Niger al secondo turno delle qualificazioni, mentre nelle eliminatorie CAF del campionato del mondo 2014 uscì nel girone vinto dall'Egitto, a causa del secondo posto (3 vittorie, un pareggio e 2 sconfitte).
Nell'agosto 2014 la CAF impedì la disputa di partite in Guinea e Sierra Leone a causa della diffusione dell'ebola. La nazionale guineana fu dunque costretta a disputare in Marocco le partite casalinghe di qualificazione alla Coppa d'Africa 2015. Si qualificò alla fase finale del torneo, in programma in Guinea Equatoriale, e fu sorteggiata nel girone con Costa d'Avorio, Camerun e Mali. Cinque delle sei partite del girone terminarono con il risultato di 1-1, il che determinò una singolare situazione: Mali e Guinea si trovarono appaiate al secondo posto, in perfetta parità di punti (3), gol segnati (3), gol subiti (3) e scontri diretti (1-1). Come previsto dal regolamento della competizione, si effettuò un sorteggio, che ebbe luogo presso l'hotel Hilton Malabo della capitale equatoguineana e sancì il passaggio del turno della Guinea, che ai quarti di finale fu eliminata dal Ghana (3-0).
Non qualificatasi alla Coppa d'Africa 2017, nelle eliminatorie CAF del campionato del mondo 2018 uscì nel girone con Tunisia, Repubblica Democratica del Congo e Libia, piazzandosi ultima con un bilancio di una vittoria (in casa contro la Libia) e cinque sconfitte. Qualificatasi alla Coppa d'Africa 2019, superò il girone con una vittoria, un pareggio e una sconfitta, poi fu eliminata agli ottavi di finale dall'Algeria (3-0). Una nuova qualificazione alla fase finale della massima manifestazione continentale africana fu raggiunta nel 2021; la selezione riuscì nuovamente a passare il primo turno e a raggiungere gli ottavi di finale, dove venne sconfitta per 1-0 ed eliminata dal Gambia. Nell'edizione 2023 del torneo giunge fino ai quarti di finale, dove viene eliminata dalla Repubblica Democratica del Congo. 

## Colori e simboli

### Divise storiche
| Coppa d'Africa 2012                                                                 | Coppa d'Africa 2012                                                                 | Coppa d'Africa 2012 | Coppa d'Africa 2012 |
| ----------------------------------------------------------------------------------- | ----------------------------------------------------------------------------------- | ------------------- | ------------------- |
| Casa                                                                                | Trasferta                                                                           |                     |                     |
| Manica sinistra · Maglietta · Maglietta · Manica destra · Pantaloncini · Calzettoni | Manica sinistra · Maglietta · Maglietta · Manica destra · Pantaloncini · Calzettoni |                     |                     |
| Airness                                                                             |                                                                                     |                     |                     |

| Coppa d'Africa 2015 | Coppa d'Africa 2015 | Coppa d'Africa 2015 | Coppa d'Africa 2015 |
| --- | --- | ------------------- | ------------------- |
| Casa | Trasferta |                     |                     |
| Manica sinistra · Manica sinistra · Maglietta · Maglietta · Manica destra · Manica destra · Pantaloncini · Pantaloncini · Calzettoni | Manica sinistra · Manica sinistra · Maglietta · Maglietta · Manica destra · Manica destra · Pantaloncini · Pantaloncini · Calzettoni |                     |                     |
| Airness | |                     |                     |

| Coppa d'Africa 2021 | Coppa d'Africa 2021                                                                                                   | Coppa d'Africa 2021 | Coppa d'Africa 2021 |
| --- | --- | ------------------- | ------------------- |
| Casa | Trasferta |                     |                     |
| Manica sinistra · Manica sinistra · Maglietta · Maglietta · Manica destra · Manica destra · Pantaloncini · Pantaloncini · Calzettoni | Manica sinistra · Manica sinistra · Maglietta · Maglietta · Manica destra · Manica destra · Pantaloncini · Calzettoni |                     |                     |
| Masita | |                     |                     |

## Record individuali
Dati aggiornati al 18 novembre 2018.
I calciatori in grassetto sono ancora attivi in nazionale.
| #  | Giocatore        | Presenze | Reti | Periodo   |
| -- | ---------------- | -------- | ---- | --------- |
| 1  | Pascal Feindouno | 93       | 30   | 1998-2012 |
| 2  | Morlaye Soumah   | 80       | 1    | 1988-2004 |
| 3  | Bobo Baldé       | 69       | 2    | 2002-2012 |
| 4  | Fodé Mansaré     | 66.      | 8    | 2001-2010 |
| 5  | Oumar Kalabane   | 62?      | 5    | 2000-2013 |
| 6  | Naby Yattara     | 60       | 0    | 2007-2018 |
| 7  | Kémoko Camara    | 56?      | 0    | 1998-2013 |
| 8  | Ismaël Bangoura  | 52       | 13   | 2006-2015 |
| 9  | Kamil Zayatte    | 50       | 4    | 2006-2015 |
| 10 | Ibrahima Traoré  | 38       | 21   | 2010-     |

| #  | Giocatore         | Reti | Presenze | Periodo   |
| -- | ----------------- | ---- | -------- | --------- |
| 1  | Pascal Feindouno  | 30   | 93       | 1998-2012 |
| 2  | Titi Camara       | 23   | 38       | 1992-2004 |
| 3  | Ibrahima Traoré   | 21   | 38       | 2010-     |
| 3  | Titi Camara       | 23   | 38       | 1992-2004 |
| 4  | Souleymane Youla  | 17   | 38       | 2000-2009 |
| 5  | Ismaël Bangoura   | 13   | 52       | 2006-2015 |
| 6  | Kaba Diawara      | 11   | 29       | 2004-2009 |
| 7  | Souleymane Oularé | 10   | ?        | 1992-2004 |
| 8  | Mohamed Yattara   | 12   | 29       | 2009-     |
| 9  | Sambégou Bangoura | 9    | 26       | 2000-2013 |
| 10 | Fodé Mansaré      | 8    | 66       | 2001-2010 |
| 11 | Seydouba Soumah   | 8    | 28       | 2013-     |

## Commissari tecnici
- Petre Moldoveanu(1975-1977)
- Pierre Bangoura (1988)
- Serge Devèze (1992-1993)
- Boro Primorac (1994)
- Mychajlo Fomenko (1994)
- Volodymyr Muntjan (1995-1998)
- Henri Stambouli (1998-1999)
- Bruno Metsu (2000)
- Bernard Simondi (2000-2001)
- Michel Dussuyer (2002-2004)
- Patrice Neveu (2004-2006)
- Robert Nouzaret (2006-2009)
- Titi Camara (2009)
- Mamadi Souaré (2009-2010)
- Michel Dussuyer (2010-2015)
- Luis Fernández (2015-2016)
- Lappé Bangoura (2016-2018)
- Paul Put (2018-2019)
- Didier Six (2019-2021)
- Kaba Diawara (2021-oggi)

## Palmarès
- Coppe Amílcar Cabral: 5

1981, 1982, 1987, 1988, 2005

## Partecipazioni ai tornei internazionali
Legenda: Grassetto: Risultato migliore, Corsivo: Mancate partecipazioni

- 1979 - Terzo posto
- 1980 - Terzo posto
- 1981 - Campione
- 1982 - Campione
- 1983 - Primo turno
- 1984 - Primo turno
- 1985 - Primo turno
- 1986 - Semifinali
- 1987 - Campione
- 1988 - Campione
- 1989 - Secondo posto
- 1991 - Primo turno
- 1993 - Primo turno
- 1995 - Primo turno
- 1997 - Terzo posto
- 2000 - Terzo posto
- 2001 - Non partecipante
- 2005 - Campione
- 2007 - Primo turno[9]

- 2002 - Cancellata
- 2010 - Primo turno
- 2011 - Non partecipante
- 2013 - Non partecipante
- 2017 - Secondo turno
- 2019 - Turno preliminare

## Tutte le rose

### Coppa d'Africa
Coppa d'Africa 19941 F. L. Camara, 2 Diallo, 3 Bangoura, 4 S. Camara, 5 Fernández, 6 Sidibé, 7 M. Soumah, 8 E. Sylla, 9 Mohamadou Sylla, 10 M. O. Sylla, 11 A. Camara, 12 N'Gom Camara, 13 Dramé, 14 S. Soumah, 15 Sow, 16 Mohamed Sylla, 17 A. K. Sylla, 18 Thiam, 19 T. Camara, 20 F. Camara, 21 Oularé, 22 A. Soumah, CT: N. Camara
Coppa d'Africa 19981 Diallo, 2 M.O. Sylla, 3 Sow, 4 Thiam, 5 E. Sylla, 6 Mo. Camara, 7 F. Camara, 8 M. Sylla, 9 Oularé, 10 T. Camara, 11 M.W. Soumah, 12 Diané, 13 Dramé, 14 O. Camara, 15 Bangoura, 16 Bah, 17 M. Soumah, 18 Ma. Camara, 19 Fernández, 20 M.A. Soumah, 21 Dioubaté, 22 K. Camara, CT: Muntjan
Coppa d'Africa 20041 M. Keita, 2 Feindouno, 3 Sow, 4 Kaba, 5 B. Baldé, 6 S. Bah, 7 Mansaré, 8 K. Sylla, 9 S. Bangoura, 10 Titi Camara, 11 Youla, 12 Camara, 13 Conté, 14 N'Gom Camara, 15 Drame, 16 K. Camara, 17 Soumah, 18 Kapi Sylla, 19 M. Camara, 20 Karim Sylla, 21 A. Keita, 22 A. Bah, CT: Dussuyer
Coppa d'Africa 20061 Diarso, 2 Feindouno, 3 I. Camara, 4 Kaba, 5 B. Baldé, 6 Thiam, 7 Mansaré, 8 K. Sylla, 9 S. Bangoura, 10 Is. Bangoura, 11 Ib. Bangoura, 12 Cissé, 13 O. Bangoura, 14 Souaré, 15 Kalabane, 16 A. Bangoura, 17 Diallo, 18 M. Sylla, 19 Diawara, 20 Yattara, 21 Jabi, 22 K. Camara, 23 S. Camara, CT: Neveu
Coppa d'Africa 20081 Diarso, 2 Feindouno, 3 I. Camara, 4 M. Cissé, 5 B. Baldé, 6 Zayatte, 7 Mansaré, 8 Sylla, 9 Correia, 10 Bangoura, 11 Youla, 12 A. Camara, 13 Sakho, 14 Soumah, 15 Kalabane, 16 K. Camara, 17 Diallo, 18 Johnson, 19 K. Cissé, 20 H. Baldé, 21 Jabi, 22 Yattara, 23 Bah, CT: Nouzaret
Coppa d'Africa 20121 N. Yattara, 2 Feindouno, 3 I.S. Bangoura, 4 M. Bah, 5 B. Baldé, 6 Zayatte, 7 A.R. Camara, 8 Traoré, 9 S. Diallo, 10 I. Bangoura, 11 I. Yattara, 12 Conté, 13 Cissé, 14 Soumah, 15 Kalabane, 16 Keita, 17 T. Bah, 18 I. Diallo, 19 A. Bangoura, 20 H. Baldé, 21 Barry, 22 B. Camara, 23 L. Camara, CT: Dussuyer
Coppa d'Africa 20151 N. Yattara, 2 M. Yattara, 3 Is. Sylla, 4 Pogba, 5 F. Camara, 6 Zayatte, 7 Abd. Camara, 8 Traoré, 9 Landel, 10 Constant, 11 Id. Sylla, 12 Conté, 13 Cissé, 14 L. Camara, 15 N. Keïta, 16 A. Keita, 17 Fofana, 18 Soumah, 19 Kamano, 20 Sankoh, 21 Diarra, 22 B. Camara, 23 Paye, CT: Dussuyer
Coppa d'Africa 20191 N. Yattara, 2 M. Yattara, 3 Is. Sylla, 4 Diawara, 5 Seka, 6 Falette, 7 M. Camara, 8 N. Keïta, 9 Kanté, 10 Kamano, 11 Id. Sylla, 12 Koné, 13 Cissé, 14 Sidibé, 15 Jeanvier, 16 Traoré, 17 Fofana, 18 Dyrestam, 19 Koita, 20 Bangoura, 21 Kaba, 22 A. Keita, 23 F. Camara, CT: Put
Coppa d'Africa 20211 A. Keita, 2 M. Sylla, 3 I. Sylla, 4 Conté II, 5 Sow, 6 A. Diawara, 7 Cissé, 8 N. Keita, 9 J. Kanté, 10 Guilavogui, 11 Bayo, 12 Conté I, 13 M. A. Camara, 14 Moriba, 15 Dyrestam, 16 M. Camara, 17 O. Kanté, 18 Soumah, 19 Kané, 20 P. Konate, 21 Kaba, 22 Koné, 23 A. Camara, 24 M. Konaté, 25 Diallo, 26 F. Camara, 27 Siby, CT: K. Diawara
Coppa d'Africa 20231 A. Keita, 2 A. Conte, 3 I. Sylla, 4 Sow, 5 Diakhaby, 6 A. Diawara, 7 Guilavogui, 8 N. Keita, 9 Guirassy, 10 Moriba, 11 Bayo, 12 Diakité, 13 M. A. Camara, 14 K. Cissé, 15 S. Cissé, 16 M. Camara, 17 Jeanvier, 18 A. Camara, 19 Kamano, 20 M. Konaté, 21 S. Sylla, 22 Koné, 23 Touré, 24 J. Kanté, 25 F. Conte, CT: K. Diawara

### Giochi olimpici
NOTA: per le informazioni sulle rose successive al 1948 visionare la pagina della Nazionale olimpica.

## Rosa attuale
Lista dei giocatori convocati per la doppia sfida di qualificazione al mondiale 2022 contro il Sudan del 6 e 9 ottobre 2021 e quella singola contro il Marocco del 12 ottobre.
Statistiche aggiornate al 10 ottobre 2021.
| 22 | P | Mohamed Camara       | 16 marzo 2000     | 0  | 0 | AS Kaloum        |  |  |
| 16 | P | Moussa Camara        | 27 novembre 1998  | 18 | 0 | Horoya           |  |  |
| 1  | P | Aly Keita            | 8 dicembre 1986   | 15 | 0 | Östersund        |  |  |
|    |   |                      |                   |    |   |                  |  |  |
| 13 | D | Mohamed Ali Camara   | 28 agosto 1997    | 9  | 0 | Young Boys       |  |  |
| 14 | D | Abdoulaye Cissé      | 30 novembre 1994  | 18 | 1 | Kocaelispor      |  |  |
|    | D | Ibrahima Conté       | 3 aprile 1996     | 12 | 0 | Niort            |  |  |
| 17 | D | Simon Falette        | 19 febbraio 1992  | 16 | 0 | Hatayspor        |  |  |
| 18 | D | Ousmane Kanté        | 21 settembre 1989 | 6  | 0 | Paris FC         |  |  |
| 20 | D | Pa Konate            | 25 aprile 1994    | 5  | 0 | Botev Plovdiv    |  |  |
| 4  | D | Florentin Pogba      | 19 agosto 1990    | 30 | 0 | Sochaux          |  |  |
| 5  | D | Saïdou Sow           | 4 luglio 2002     | 5  | 0 | Saint-Étienne    |  |  |
| 21 | D | Abdoulaye Sylla      | 10 aprile 2000    | 2  | 0 | Nantes           |  |  |
| 3  | D | Issiaga Sylla        | 1º gennaio 1994   | 57 | 2 | Tolosa           |  |  |
|    | D | Mohamed Kalil Traoré | 9 luglio 2000     | 6  | 0 | Hapoel Tel Aviv  |  |  |
|    |   |                      |                   |    |   |                  |  |  |
| 8  | C | Aguibou Camara       | 20 maggio 2001    | 5  | 0 | Olympiacos       |  |  |
|    | C | Ibrahima Camará      | 25 gennaio 1999   | 5  | 1 | Moreirense       |  |  |
| 15 | C | Mady Camara          | 28 febbraio 1997  | 20 | 1 | Olympiacos       |  |  |
| 18 | C | Ibrahima Cissé       | 28 febbraio 1994  | 10 | 1 | Seraing          |  |  |
| 12 | C | Ibrahima Sory Conté  | 3 aprile 1991     | 48 | 3 | Bnei Sakhnin     |  |  |
| 6  | C | Amadou Diawara       | 17 luglio 1997    | 15 | 0 | Roma             |  |  |
| 19 | C | Mamadou Kane         | 22 gennaio 1997   | 6  | 1 | Neftçi Baku      |  |  |
|    | C | Naby Keïta           | 10 febbraio 1995  | 43 | 8 | Liverpool        |  |  |
| 2  | C | Morlaye Sylla        | 27 luglio 1998    | 14 | 3 | Horoya           |  |  |
|    |   |                      |                   |    |   |                  |  |  |
| 11 | A | Mohamed Bayo         | 4 giugno 1998     | 4  | 2 | Clermont Foot    |  |  |
|    | A | François Kamano      | 2 maggio 1996     | 38 | 7 | Lokomotiv Mosca  |  |  |
| 9  | A | José Kanté           | 27 settembre 1990 | 16 | 4 | Kairat           |  |  |
| 23 | A | Ahmad Mendes Moreira | 27 giugno 1995    | 4  | 0 | PAS Giannina     |  |  |
| 10 | A | Momo Yansane         | 29 luglio 1997    | 1  | 0 | Sheriff Tiraspol |  |  |